# Alemão (Fußballspieler, 1961)
Alemão, bürgerlich Ricardo Rogério de Brito (* 22. November 1961 in Lavras, Minas Gerais), ist ein ehemaliger brasilianischer Fußballspieler. Er spielte auf der Position eines Mittelfeldspielers.

## Künstlername
Aufgrund seiner hellen Hautfarbe und seiner blonden Haare erhielt er von Freunden den Spitznamen „Alemão“ (Deutscher).

## Karriere

### Verein
Alemão begann seine Karriere im Jahr 1980 bei einem Klub in seinem Heimatort Lavras. Ein Jahr später spielte er für Botafogo Rio de Janeiro. Nach sechs Jahren wechselte er 1987 zum spanischen Traditionsklub Atlético Madrid. Ein Jahr später verließ er Madrid, um in Italien bei der SSC Neapel zu spielen. Während dieser Zeit waren mit Diego Maradona und seinem Landsmann Careca weitere Weltstars beim süditalienischen Klub engagiert. 1992 unterzeichnete Alemão einen Vertrag bei Atalanta Bergamo. Seine Karriere beendete er 35-jährig bei Volta Redonda FC in seiner Heimat Brasilien.

### Nationalteam
Er spielte 39 mal für das brasilianische Fußballnationalteam und nahm mit diesem an den Fußballweltmeisterschaften von 1986 in Mexiko und 1990 in Italien teil. In Mexiko war er Stammspieler Brasiliens und spielte in jedem Spiel mit. Er agierte in einer 1-3-4-2-Formation neben dem zentralen Mittelfeldspieler Socrates auf der rechten Außenseite. Brasilien gelangte mit vier Siegen ohne Gegentor ins Viertelfinale, wo man Frankreich im Elfmeterschießen unterlag; Alemão hatte seinen Elfmeter für Brasilien verwandeln können. Bei der WM in Italien trat Brasilien mit einer vergleichbaren Aufstellung auf, Alemão spielte auf gleicher Position diesmal neben Carlos Dunga. Auch hier war er Stammspieler und wurde in allen Spielen Brasiliens eingesetzt.
Alemão erzielte insgesamt sechs Länderspieltore für Brasilien.

## Erfolge
Nationalmannschaft
- Copa América: 1989

SSC Neapel
- UEFA-Pokal: 1988/89
- Supercoppa Italiana: 1990
- Italienischer Meister: 1989/90

FC São Paulo
- Recopa Sudamericana: 1994
- Copa Conmebol: 1994

## Auszeichnungen
- 1985 Wahl in die beste Elf der Saison Bola de Prata des Magazins Placar (während er für Botafogo spielte)

## Familie
Auch sein Sohn Alemão (1984–2007) wurde Fußballspieler. Dieser kam 2007 mit 23 Jahren bei einem Autounfall ums Leben.